# 1526 w sztukach plastycznych

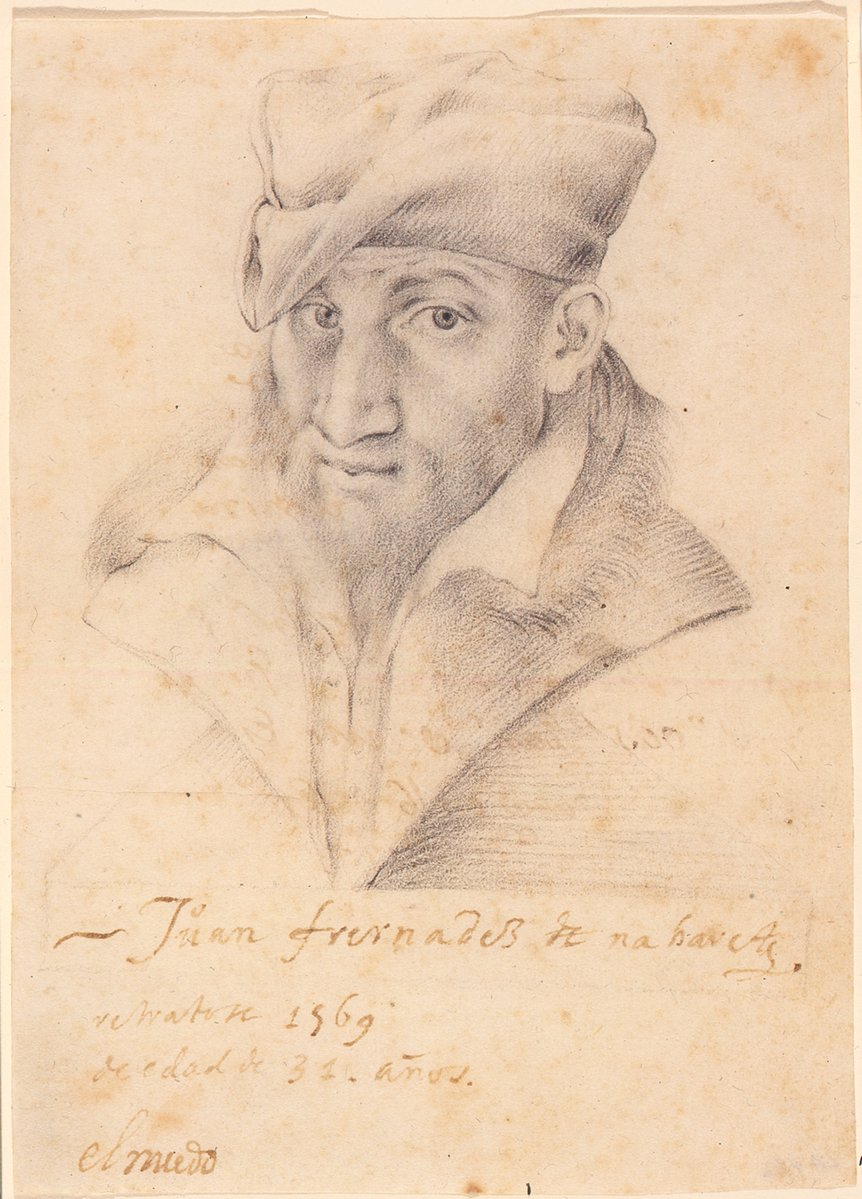
Juan Fernández Navarrete

Wydarzenia w sztukach plastycznych i wizualnych w 1526 roku.

## Urodzili się
- Juan Fernández de Navarrete, hiszpański malarz manierystyczny[1].
- Giovanni Battista Zelotti, włoski malarz[2].

## Zmarli
- Andrea Ferrucci, włoski rzeźbiarz[3].